# Бектелеев, Сафар Темирханович
Сафар Темирханович Бектелеев (5 октября 1912, Астраханская губерния, Российская империя — 10 мая 1967) — советский хозяйственный, государственный и партийный деятель.

## Биография
Родился в 1912 году в селе Архановке. Член КПСС.
С 1929 года — на хозяйственной, общественной и политической работе. В 1929—1967 гг. — секретарь сельского Совета, секретарь Марфинского районного комитета ВЛКСМ, заведующий Отделом Астраханского окружного комитета ВЛКСМ, инструктор ЦК КП(б) Казахстана, заместитель заведующего Организационно-инструкторским отделом ЦК КП(б) Казахстана, 2-й секретарь Джамбульского областного комитета КП(б) Казахстана, 2-й секретарь Павлодарского областного комитета КП(б) Казахстана.
После окончания Высшей партийной школы — 1-й секретарь Кзыл-Ординского областного комитета КП(б) Казахстана и председатель облисполкома (октябрь 1945 — июль 1947 и август 1950 — август 1952), начальник Алма-Атинского областного управления культуры, 1-й секретарь Чиликского районного комитета КП Казахстана, заместитель заведующего Отделом партийных органов Алма-Атинского областного комитета КП Казахстана, председатель Организационного бюро Казахского республиканского Совета профсоюзов по Алма-Атинской области, начальник Главпищеснабсбытсырья при СНХ Казахской ССР, начальник Управления кадров и учебных заведений Министерства пищевой промышленности Казахской ССР.
Избирался депутатом Верховного Совета Казахской ССР.
Умер 10 мая 1967 года.